# Valentín Barco
Pour les articles homonymes, voir Barco (homonymie).
Valentín Barco, né le 23 juillet 2004 à 25 de Mayo en Argentine, est un footballeur international argentin qui évolue au poste d'arrière gauche au RC Strasbourg.
Il est surnommé « El Colo » (abréviation de « El Colorado », en français « Le Roux ») en raison de sa couleur de cheveux.

## Biographie

### Formation
Né à Veinticinco de Mayo en Argentine, Valentín Barco commence le football au Sportivo Las Parejas (en) avant de rejoindre à neuf ans l'un des plus grands clubs du pays, Boca Juniors après avoir été repéré par Ramon Maddoni, recruteur du club.
Sans place dans la pension du centre de formation de Boca, il fait pendant trois ans l'aller-retour entre Veinticinco de Mayo et Buenos Aires quatre fois par semaine pour s'entraîner, parcourant à chaque fois les 450 kilomètres dans la Renault 12 de son père.
Il signe son premier contrat professionnel avec les Xeneize à l'âge de seize ans en octobre 2020.

### Parcours professionnel

#### Boca Juniors (2021-2024)
En juin 2021, Barco intègre l'équipe première durant la présaison. Il fait finalement ses débuts officiels en professionnel le 17 juillet 2021, lors d'une rencontre de championnat contre l'Unión de Santa Fe où il est directement titularisé. Les deux équipes se partagent les points au terme de la partie (1-1 score final). Cette apparition à seulement seize ans fait de lui le quatrième plus jeune joueur à faire ses débuts pour Boca Juniors.
Jouant plus régulièrement avec l'équipe première en 2023, Barco attise l'intérêt de plusieurs clubs européens durant l'été, comme Brighton & Hove Albion, la Juventus de Turin ou encore Manchester City mais le joueur souhaite continuer sa progression à Boca.
Il participe à la demi-finale de Copa Libertadores 2023, contre les Brésiliens de la SE Palmeiras le 29 septembre 2023. Les deux équipes se neutralisent ce jour-là (0-0 score final),. Il est de nouveau titulaire lors de la défaite en finale, contre les Brésiliens de Fluminense le 4 novembre 2023 (1-2 score final).

#### Brighton & Hove Albion (2024)
Le 21 janvier 2024, Barco utilise sa clause de départ pour quitter Boca Juniors et rejoindre le club anglais de Brighton jusqu'en juin 2028 pour 10 millions d'euros. Il intègre l'équipe à son retour du tournoi de qualification olympique de la CONMEBOL.
Plus d'un mois après son arrivée et alors que Barco n'a toujours pas joué une minute avec sa nouvelle équipe, l'entraîneur Roberto De Zerbi explique que « c'est encore très difficile pour lui, mais c'est un bon joueur » et qu'il a besoin de « temps pour s'adapter à un nouveau pays, un nouveau football et à des différents styles de jeu ».
Son premier match avec Brighton a lieu le 28 février 2024 en FA Cup face Wolverhampton. Puis, il fait ses débuts en Premier League le 31 mars 2024, en remplaçant Pervis Estupiñán lors d'un match face à Liverpool (défaite 2-1).

#### Prêt au Séville FC (2024)
Confronté à l'arrivée du nouvel entraîneur Fabian Hürzeler et à une forte concurrence à son poste en Angleterre, il est prêté (sans option d'achat) pour la saison 2024-2025 au club espagnol du Séville FC. Il remplace à son poste son coéquipier en sélection Marcos Acuña transféré à River Plate.

#### RC Strasbourg (2025)
Rappelé de son prêt à Séville au mercato d'hiver, Valentín Barco est prêté dans la foulée, le 2 février 2025, au RC Strasbourg jusqu'à la fin de la saison. Le club dispose d'une option d'achat sur le joueur.

### En sélection

#### Équipes de jeunes
Grand espoir argentin, il est sélectionné dans différentes équipes de jeunes argentines.
En 2019, il est appelé par l'équipe argentine de football des moins de 15 ans pour participer au Championnat U-15 de la CONMEBOL 2019. Au cours du tournoi, il joue 5 matchs et marqué 3 buts. L'équipe s'incline en finale face au Brésil.
Il n'est pas sélectionné dans à l'équipe argentine de football des moins de 17 ans en raison des suspensions du Championnat U-17 de la CONMEBOL 2019 et de la Coupe du monde U17 2021 à cause de la pandémie de Covid.
Valentín Barco représente l'équipe d'Argentine des moins de 20 ans. En octobre 2021, il est appelé à seulement 17 ans, étant le plus jeune joueur de l'équipe. Il est de nouveau retenu avec cette équipe par le sélectionneur Javier Mascherano afin de participer à la coupe du monde des moins de 20 ans en 2023. Lors de cette compétition organisée en Argentine il joue quatre matchs dont trois comme titulaire. Son équipe est éliminée en huitièmes de finale par le Nigeria (0-2 score final).

#### Équipe olympique
Toujours sous les ordres de Mascherano, il est sélectionné en équipe d'Argentine olympique pour deux matchs amicaux face à l'Équateur en décembre 2023 pour préparer les Jeux Olympiques de Paris 2024. L'Argentine remporte les deux matchs et Barco inscrit son premier but lors du second match (victoire 2-0),.
En janvier 2024, il fait partie du groupe qui dispute le tournoi pré-olympique de la CONMEBOL, avec pour objectif la participation aux Jeux Olympiques de Paris 2024. L'Argentine termine deuxième de la compétition et se qualifie. Il est décisif lors du dernier match face au rival Brésilien (victoire 1-0) en réalisant le centre sur le but de Luciano Gondou.

#### Équipe d'Argentine
Le 1er mars 2024, Valentín Barco est convoqué pour la première fois en équipe d'Argentine par Lionel Scaloni, afin de préparer deux matchs face au Salvador et au Costa Rica. Il connaît sa première sélection le 23 mars 2024 à Philadelphie face au Salvador (victoire 3-0) en remplaçant Nicolás Tagliafico à la 56e.

## Style de jeu
Valentín Barco est décrit par Jorge Valdano comme « un joueur qui ne ressemble à rien que nous ayons connu ». Formé comme défenseur, il est capable de joueur plus haut sur le terrains. Sous Jorge Almiron à Boca Juniors, il est utilisé à plusieurs postes : latéral, piston et milieu gauche avec une efficacité égale. Il possède une bonne lecture de jeu, une frappe puissante et conclut ses montées par des centres précis. 
En club et en sélection de jeunes il est aussi responsable des coups de pied arrêtés.
Doté d'un gros tempérament, il est un leader sur le terrain mais peut parfois agacer ses adversaires par de nombreuses provocations telle que la pisada (geste consistant à se mettre debout les deux pieds sur le ballon) faite face à Palmeiras. Son caractère l'amène aussi à recevoir de nombreux cartons pour contestation ou actes d'anti-jeu, comme son avivada (dégagement du ballon alors que l'adversaire s'apprête à tire un coup de pied arrêté) face au Brésil olympique,,.

## Statistiques
| Saison                | Club                  | Championnat           | Championnat | Championnat | Championnat | Coupe nationale | Coupe nationale | Coupe nationale | Coupe de la Ligue | Coupe de la Ligue | Coupe de la Ligue | Compétition(s) continentale(s) | Compétition(s) continentale(s) | Compétition(s) continentale(s) | Compétition(s) continentale(s) | Total | Total | Total |
| Saison                | Club                  | Division              | M.          | B.          | P.d.        | M.              | B.              | P.d.            | M.                | B.                | P.d.              | Comp.                          | M.                             | B.                             | P.d.                           | M.    | B.    | P.d.  |
| 2021                  | Boca Juniors          | Primera División      | 3           | 0           | 0           | -               | -               | -               | -                 | -                 | -                 | -                              | -                              | -                              | -                              | 3     | 0     | 0     |
| 2022                  | Boca Juniors          | Primera División      | -           | -           | -           | -               | -               | 0               | -                 | -                 | -                 | -                              | -                              | -                              | -                              | 0     | 0     | 0     |
| 2023                  | Boca Juniors          | Primera División      | 11          | 1           | 1           | 3               | 0               | 0               | 9                 | 0                 | 2                 | CL                             | 9                              | 1                              | 1                              | 32    | 2     | 4     |
| Sous-total            | Sous-total            | Sous-total            | 14          | 1           | 1           | 3               | 0               | 0               | 9                 | 0                 | 2                 | -                              | 9                              | 1                              | 1                              | 35    | 2     | 4     |
| 2023-2024             | Brighton              | Premier League        | 6           | 0           | 0           | 1               | 0               | 0               | -                 | -                 | -                 | C3                             | -                              | -                              | -                              | 7     | 0     | 0     |
| 2024-2025             | Séville FC (prêt)     | Liga                  | 7           | 0           | 0           | 2               | 0               | 0               | -                 | -                 | -                 | -                              | -                              | -                              | -                              | 9     | 0     | 0     |
| 2024-2025             | RC Strasbourg (prêt)  | Ligue1                | 14          | 0           | 2           | 1               | 0               | 0               | -                 | -                 | -                 | -                              | -                              | -                              | -                              | 15    | 0     | 2     |
| Total sur la carrière | Total sur la carrière | Total sur la carrière | 41          | 1           | 3           | 7               | 0               | 0               | 9                 | 0                 | 2                 | -                              | 9                              | 1                              | 1                              | 66    | 2     | 6     |

### En sélection nationale
| Saison                | Sélection             | Phases finales        | Phases finales | Phases finales | Phases finales | Éliminatoires CDM | Éliminatoires CDM | Éliminatoires CDM | Matchs amicaux | Matchs amicaux | Matchs amicaux | Total | Total | Total |
| Saison                | Sélection             | Compétition           | M              | B              | Pd             | M                 | B                 | Pd                | M              | B              | Pd             | M     | B     | Pd    |
| --------------------- | --------------------- | --------------------- | -------------- | -------------- | -------------- | ----------------- | ----------------- | ----------------- | -------------- | -------------- | -------------- | ----- | ----- | ----- |
| 2023-2024             | Argentine             | Copa América 2024     | -              | -              | -              | -                 | -                 | -                 | 1              | 0              | 0              | 1     | 0     | 0     |
| Total sur la carrière | Total sur la carrière | Total sur la carrière | -              | -              | -              | -                 | -                 | -                 | 1              | 0              | 0              | 1     | 0     | 0     |

## Palmarès

### En club
| Boca Juniors (2) :                                                                             |
| ---------------------------------------------------------------------------------------------- |
| - Championnat d'Argentine (1) : - Champion : 2022 - Coupe d'Argentine (1) : - Vainqueur : 2020 |

### En équipe nationale
| Argentine -15 ans :                                                  | Argentine olympique :                       |
| -------------------------------------------------------------------- | ------------------------------------------- |
| - Championnat de la CONMEBOL des moins de 15 ans : - Deuxième : 2019 | - Tournoi pré-olympique : - Deuxième : 2024 |